# 白從暉
白從暉（？—954年），吐谷渾人，後唐、後晉、后汉及北漢政治人物。
白從暉和後周大同節度使白承福、遼朝雲州觀察使白可久同宗，他年少就以勇敢、多謀略見稱。最初他曾在後唐天成元年（926年）擔任懷遠指揮使，後在後晉擔任冀州刺史，在衡水擊敗契丹而知名。乾祐四年（951年），世祖劉旻稱帝，命劉鈞（後來的睿宗）攻後周晉州，白從暉和李存瓌則擔任副招討使，最後無功而還。
之後白從暉獲授義成節度使，潞州之役中擔任行軍都部署，和前鋒都指揮張元徽自團柏濟師。高平之戰，張元徽陣亡，他也病死。